# Premio Ruido
El Premio Ruido, establecido en octubre del 2015, es un premio anual en una única categoría al mejor álbum musical producido en España. 
La primera entrega del Premio Ruido tuvo lugar en enero del 2016, tras haberse anunciado los discos candidatos en noviembre de 2015.
La concepción del galardón, en cuanto al proceso y bases del certamen, se asemeja en gran medida al Premio Mercury, creado en 1992, cuyo principal criterio de selección es la calidad e "influencia" artísticas, en reacción a otros premios, como los Brit, en los que interviene el éxito en ventas. Pero mientras el premio Mercury lo otorga la Asociación Británica de Discográficas, y sus nominaciones son elegidas por un panel mixto tanto de músicos, como periodistas y figuras de la industria musical del Reino Unido e Irlanda, el Premio Ruido en España fue establecido por los Periodistas Asociados de Música, y son sus miembros quienes fundamentalmente toman parte en la selección. Virtual Contenidos SL coordina y produce los premios anuales, mientras La Junta Directiva de la PAM dirige y valida la votación.
En ella, en una primera fase los miembros asociados a la PAM escogen sus discos nacionales preferidos, de cualquier estilo y género, de entre todos los editados ese año. Esa primera fase determina doce álbumes nominados. Se considera nacional a la grabación en la que al menos la mitad de los componentes de la formación musical tengan nacionalidad y/o residencia permanente en España. En la segunda fase, los asociados votan a uno de entre todos los nominados. A los artistas ganadores se les otorga un trofeo acreditativo. El autor del trofeo desde su primera edición ha sido el escultor y artista Francisco Olivares Díaz, conocido como Fod
Los ganadores del Premio Ruido han sido Niño de Elche por el álbum "Voces del extremo" (2015), Triángulo de Amor Bizarro por el álbum "Salve discordia" (2016), Rosalía & Refree por el álbum "Los Ángeles" (2017) , Rosalía por el álbum "El mal querer" (2018) y Derby Motoreta´s Burrito Kachimba (2019) por su álbum de debut homónimo.

## Ganadores y candidatos
| Año  | Ganador                                                               | Candidatos Nominados |
| ---- | --------------------------------------------------------------------- | --- |

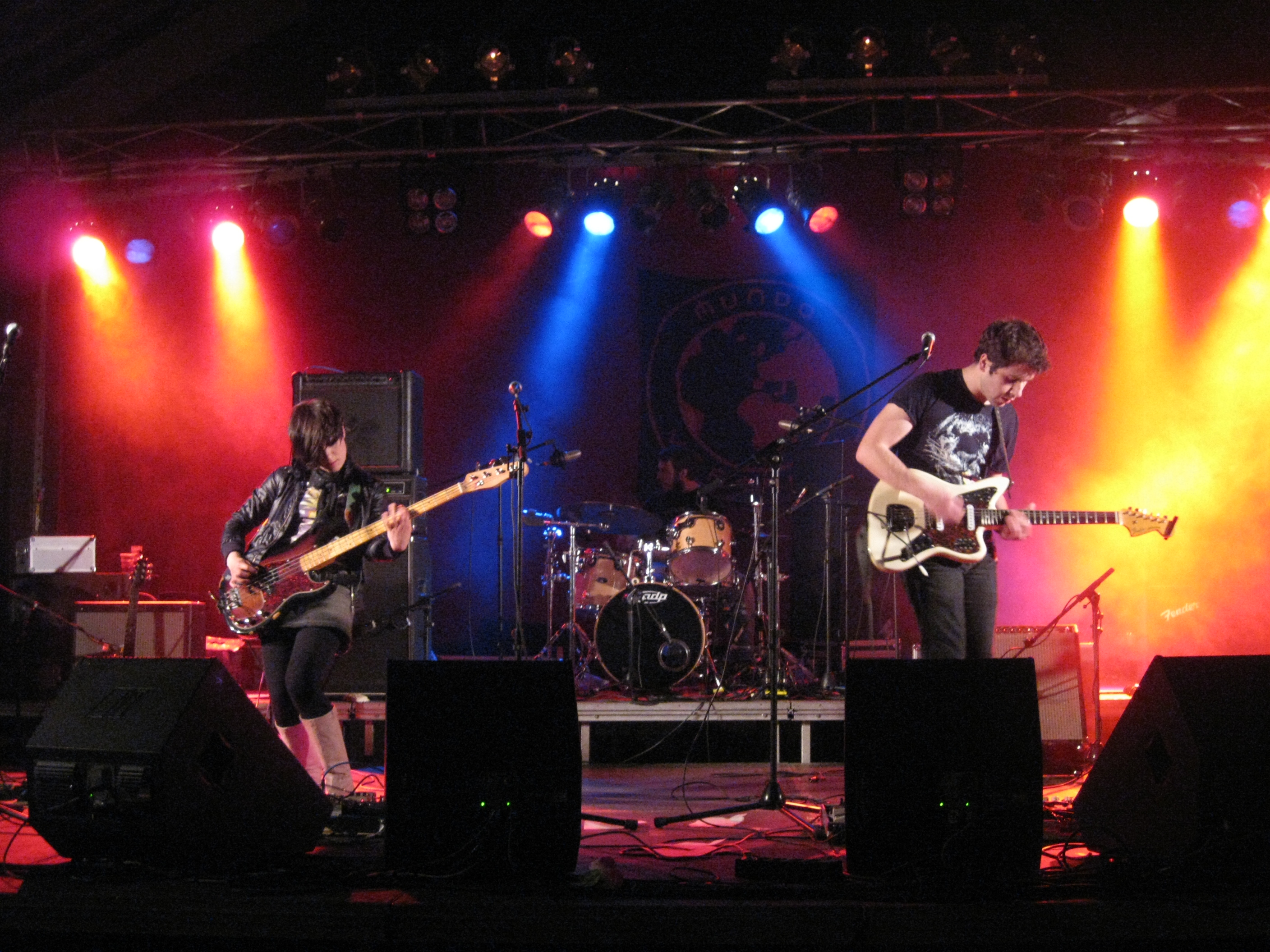
Ganadores de la edición de 2016 Triángulo de Amor Bizarro

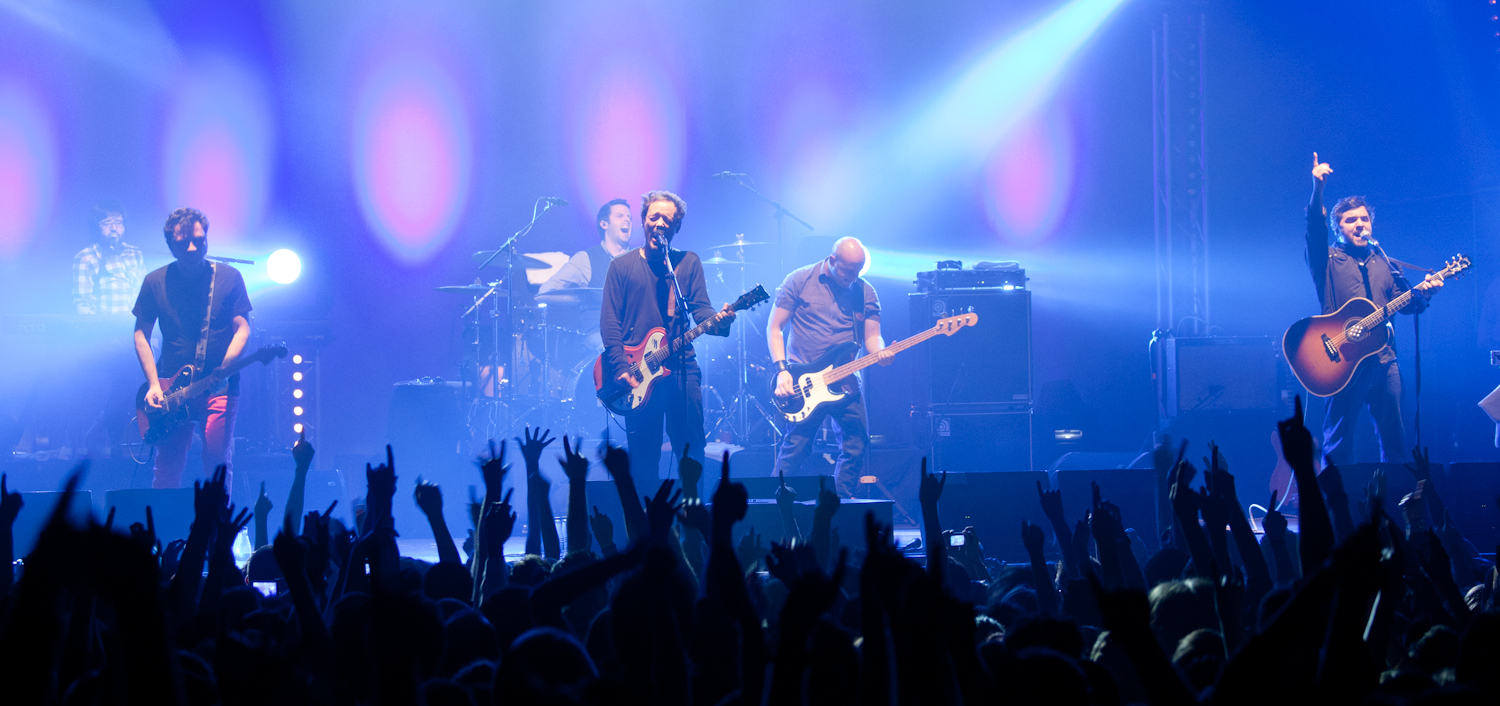
Love of Lesbian

| 2015 | Niño de Elche – Voces del extremo                                     | - Disco Las Palmeras! – Asfixia - Francisco Nixon – Lo malo que nos pasa - Guadalupe Plata – Guadalupe Plata - L.A. – From The City To The Ocean Side - La Bien Querida – Premeditación, nocturnidad y alevosía - Nueva Vulcano – Novelería - Pablo Und Destruktion – Vigorexia emocional - Soleá Morente –Tendrá que haber un camino - Toundra – IV - Tulsa – La calma chicha - Xoel López – Paramales                                                                          |
| 2016 | Triángulo de Amor Bizarro – Salve discordia                           | - Aries – Adieu or die - Belako – Hamen - Depedro – El pasajero - Espanto – Fruta y verdura - Hinds – Leave me alone - Iván Ferreiro – Casa - Juventud Juché – Movimientos - Kokoshca – Algo real - León Benavente – 2 - Love of lesbian – El poeta Haley - Manel – Jo competeixo - Novedades Carminha – Campeones del mundo - Quique González – Me matas si me necesitas - Silvia Pérez Cruz – Domus                                                                            |
| 2017 | Rosalía & Refree – Los Ángeles                                        | - Biznaga – Sentido del espectáculo - Cala Vento – Fruto panorama - C. Tangana – Ídolo - Exquirla – Para quienes aún viven - María Arnal y Marcel Bagés – 45 cerebros y un corazón - Pablo Und Destruktion – Predación - Los Planetas – Zona temporalmente autónoma - Rocío Márquez – Firmamento - Rufus T. Firefly – Magnolia - Vetusta Morla – Mismo sitio, distinto lugar |
| 2018 | Rosalía - El mal querer                                               | - Belako – Render Me Numb, Trivial Violence - Christina Rosenvinge – Un hombre rubio - La habitación roja – Memoria - La plata – Desorden - Morgan – Air - Nacho Vegas – Violética - Niño de Elche – Antología del cante flamenco heterodoxo - Putochinomaricón – Corazón de cerdo con ginseng al vapor - Rufus T. Firefly – Loto - Toundra – Vortex - Zahara - Astronauta |
| 2019 | Derby Motoreta’s Burrito Kachimba - Derby Motoreta´s Burrito Kachimba | - Cala Vento - Balanceo - Carolina Durante - Carolina Durante - Cupido - Préstame un Sentimiento - Fuerza nueva - Fuerza Nueva - La Bien Querida - Brujería - La Casa Azul - La Casa Azul - León Benavente- Vamos a Volvernos Locos - Los Estanques - Los Estanques - Los Punsetes - Aniquilación - Novedades Carminha - Ultraligero - Viva Suecia - El Milagro |
| 2020 | Triángulo de Amor Bizarro - Triángulo de Amor Bizarro                 | - _Juno - _BCN626 - Belako - Plastik Drama - Biznaga - Gran Pantalla - Confeti de Odio - Tragedia Española - Futuro Terror - Sangre - Ginebras - Ya Dormiré Cuando Me Muera - Hinds - The Prettiest Curse - Los Estanques - IV - María José Llergo - Sanación - Melenas - Días Raros - Mujeres - Siento Muerte - Soleá Morente - Lo Que Te Falta - Somos La Herencia - Dolo - The New Raemon - Coplas del Andar Torcido - Viva Belgrado - Bellavista                             |
| 2021 | Maria Arnal i Marcel Bagès - Clamor                                   | - Alizzz - Tiene Que Haber Algo Más - Baiuca - Embruxo - Califato ¾ - La Contraçeña - C. Tangana - El Madrileño - Derby Motoreta’s Burrito Kachimba - Hilo Negro - Kiko Veneno - Hambre - Kokoshca - Kokoshca - Maika Makovski - MKMK - Morgan - The River and the Stone - Quique González - Sur en el Valle - Rufus T. Firefly - El Largo Mañana - Soleá Morente - Aurora y Enrique - Vetusta Morla - Cable a Tierra - Zahara - Puta                                            |
| 2022 | Rocío Márquez y BRONQUIO - Tercer Cielo                               | - Biznaga - Bremen No Existe - Carolina Durante - Cuatro Chavales - Depresión Sonora - El Arte de Morir Muy Despacio - Guitarricadelafuente - La Cantera - Jorge Drexler - Tinta y Tiempo - Los Estanques y Anni B Sweet - Burbuja Cómoda y Elefante Inesperado - Los Punsetes - AFDTRQHOT - Maria Rodés - Fuimos los Dos - Menta - Un Momento Extraño - Nacho Vegas - Mundos Inmóviles Derrumbándose - Rigoberta Bandini - La Emperatriz - Rosalía - Motomami - Yawners - Duplo |
| 2023 | María José Llergo - Ultrabelleza                                      | - Adiós Amores - El Camino - Cala Vento - Casa Linda - Havalina - Maquinaria - La Paloma - Todavía No - La Plazuela - Roneo Funk Club - Mujeres - Desde Flores y Entrañas - Rodrigo Cuevas - Manual de Romerías - Sílvia Pérez Cruz - Toda la Vida, Un Día - Triángulo de Amor Bizarro – Sed - Tulsa - Amadora - Xoel López - Caldo Espírito |